# Dahmer le Cannibale
Pour plus de détails, voir Fiche technique et Distribution.
Dahmer le Cannibale (Dahmer) est un film américain écrit et réalisé par David Jacobson, sorti en 2002.

## Synopsis
Le jeune Jeffrey Dahmer séduit puis assassine et démembre ses victimes masculines.

## Fiche technique
Sauf indication contraire, les informations mentionnées dans cette section peuvent être confirmées par la base de données cinématographiques IMDb,  présente dans la section « Liens externes ».
- Titre original : Dahmer
- Titre français : Dahmer le Cannibale
- Réalisation et scénario : David Jacobson
- Musique : Christina Agamanolis, Mariana Bernoski et Willow Williamson
- Photographie : Chris Manley
- Montage : Bipasha Shom
- Production : Larry Rattner
- Sociétés de production : Blockbuster Films, DEJ Productions, Peninsula Films et Two Left Shoes Films
- Société de distribution : Peninsula Films (États-Unis)
- Budget : 250 000 dollars[1]
- Pays d'origine :  États-Unis
- Langue originale : anglais
- Format : couleur — 1.33:1 — 35 mm — Dolby Digital
- Genre : biographie ; drame, horreur
- Durée : 102 minutes
- Dates de sortie[2] : 
  - États-Unis : 21 juin 2002 (Los Angeles)
  - Québec : août 2003 (DVD)
  - France : 13 novembre 2007[3] (DVD)

## Distribution
- Jeremy Renner (VF : Antoine Nouel) : Jeffrey Dahmer
- Bruce Davison (VF : Marc Bretonnière) : Lionel Dahmer
- Artel Kayàru (en) : Rodney[4]
- Matt Newton (en) : Lance Bell[5]
- Dion Basco (en) : Khamtay[6]
- Kate Williamson (en) : la grand-mère
- Christina Payano : Letitia
- Tom'ya Bowden : Shawna
- Sean Blakemore (en) : Corliss
- Lily Knight (it) (VF : Catherine Privat) : la mère de Jeffrey

## Production
Le tournage a lieu à Los Angeles et San Francisco.

## Distinctions

### Nominations
- Film Independent's Spirit Awards 2003[8] : 
  - Meilleure révélation pour Artel Kayàru
  - Meilleur acteur pour Jeremy Renner
  - John Cassavetes Award (en) pour David Jacobson et Larry Rattner